# Svenska cupen i fotboll för damer 2016/2017
Svenska cupen i fotboll för damer 2016/2017 var den 35:e säsongen av Svenska cupen för damer i Sverige. Detta var sista säsongen i sitt dåvarande format. Till följande säsong infördes gruppspel, precis som herrarnas cup. Regerande svenska cupmästare var FC Rosengård. Turneringen vanns av FC Rosengård som i finalen besegrade Linköpings FC med 1–0.

## Matcher

### Omgång 1
| 1           | 20 april 2016 | Vaksala SK | 1 – 2           | IK Huge                    | Årsta IP                                             |                                                      |
| 19:30 UTC+2 | 19:30 UTC+2   | Löf 90+1′  | (0 – 0) Rapport | 49′ Modin 52′ H. Lindqvist | Uppsala Publik: 63 Domare: Camilia Friberg (Uppsala) | Uppsala Publik: 63 Domare: Camilia Friberg (Uppsala) |
| 19:30 UTC+2 | 19:30 UTC+2   |            |                 |                            | Uppsala Publik: 63 Domare: Camilia Friberg (Uppsala) | Uppsala Publik: 63 Domare: Camilia Friberg (Uppsala) |
| 19:30 UTC+2 | 19:30 UTC+2   |            |                 |                            | Uppsala Publik: 63 Domare: Camilia Friberg (Uppsala) | Uppsala Publik: 63 Domare: Camilia Friberg (Uppsala) |

| 2           | 26 april 2016 | Skövde Kvinnliga IK | 1 – 3           | Lidköpings FK                                      | Lillegårdens IP                          |                                          |
| 19:30 UTC+2 | 19:30 UTC+2   | Junckerfelt 49′     | (0 – 3) Rapport | 11′ M. Johansson 34′ Mal. Andersson 41′ Lagerbratt | Skövde Domare: Mikael Andersson (Skövde) | Skövde Domare: Mikael Andersson (Skövde) |
| 19:30 UTC+2 | 19:30 UTC+2   |                     |                 |                                                    | Skövde Domare: Mikael Andersson (Skövde) | Skövde Domare: Mikael Andersson (Skövde) |
| 19:30 UTC+2 | 19:30 UTC+2   |                     |                 |                                                    | Skövde Domare: Mikael Andersson (Skövde) | Skövde Domare: Mikael Andersson (Skövde) |

| 3           | 30 april 2016 | Myssjö/Ovikens IF | 0 – 6           | Alnö IF                                                               | Länsförsäkringar aktivitetscenter                       |                                                         |
| 15:30 UTC+2 | 15:30 UTC+2   |                   | (0 – 1) Rapport | 41′ Nygren 59′, 76′ Nyman 61′ Johansen-Moen 74′ Söderström 85′ Tomley | Frösön Publik: 35 Domare: Magnus Römo Mella (Östersund) | Frösön Publik: 35 Domare: Magnus Römo Mella (Östersund) |
| 15:30 UTC+2 | 15:30 UTC+2   |                   |                 |                                                                       | Frösön Publik: 35 Domare: Magnus Römo Mella (Östersund) | Frösön Publik: 35 Domare: Magnus Römo Mella (Östersund) |
| 15:30 UTC+2 | 15:30 UTC+2   |                   |                 |                                                                       | Frösön Publik: 35 Domare: Magnus Römo Mella (Östersund) | Frösön Publik: 35 Domare: Magnus Römo Mella (Östersund) |

| 4           | 3 maj 2016  | Rävåsens IK  | 1 – 2           | Örebro SK Söder       | Kilsta IP                                          |                                                    |
| 19:30 UTC+2 | 19:30 UTC+2 | Cloepfil 19′ | (1 – 0) Rapport | 56′ Zandén 62′ Tivemo | Örebro Publik: 82 Domare: Sandra Almkvist (Örebro) | Örebro Publik: 82 Domare: Sandra Almkvist (Örebro) |
| 19:30 UTC+2 | 19:30 UTC+2 |              |                 |                       | Örebro Publik: 82 Domare: Sandra Almkvist (Örebro) | Örebro Publik: 82 Domare: Sandra Almkvist (Örebro) |
| 19:30 UTC+2 | 19:30 UTC+2 |              |                 |                       | Örebro Publik: 82 Domare: Sandra Almkvist (Örebro) | Örebro Publik: 82 Domare: Sandra Almkvist (Örebro) |

| 5           | 3 maj 2016  | Tyresö FF                   | 0000 2 – 4 (e.fl.) | Bele Barkarby FF                                       | Tyresövallen                                 |                                              |
| 20:00 UTC+2 | 20:00 UTC+2 | Thörnqvist 36′ Palmborg 84′ | (1 – 0) Rapport    | 56′ Unghammar 85′ Jennersjö 93′ Backman 101′ Lindström | Stockholm Domare: Jessica Wiamn (Kungsängen) | Stockholm Domare: Jessica Wiamn (Kungsängen) |
| 20:00 UTC+2 | 20:00 UTC+2 |                             |                    |                                                        | Stockholm Domare: Jessica Wiamn (Kungsängen) | Stockholm Domare: Jessica Wiamn (Kungsängen) |
| 20:00 UTC+2 | 20:00 UTC+2 |                             |                    |                                                        | Stockholm Domare: Jessica Wiamn (Kungsängen) | Stockholm Domare: Jessica Wiamn (Kungsängen) |

| 6           | 3 maj 2016  | IFK Lidingö | 0 – 2           | Rimbo IF            | Lidingövallen                                          |                                                        |
| 20:00 UTC+2 | 20:00 UTC+2 |             | (0 – 1) Rapport | 19′, 90+3′ Lindberg | Lidingö Publik: 102 Domare: Amelie Bergstrand (Älvsjö) | Lidingö Publik: 102 Domare: Amelie Bergstrand (Älvsjö) |
| 20:00 UTC+2 | 20:00 UTC+2 |             |                 |                     | Lidingö Publik: 102 Domare: Amelie Bergstrand (Älvsjö) | Lidingö Publik: 102 Domare: Amelie Bergstrand (Älvsjö) |
| 20:00 UTC+2 | 20:00 UTC+2 |             |                 |                     | Lidingö Publik: 102 Domare: Amelie Bergstrand (Älvsjö) | Lidingö Publik: 102 Domare: Amelie Bergstrand (Älvsjö) |

| 7           | 4 maj 2016  | Lindö FF                  | 0000 2 – 3 (e.fl.) | IFK Nyköping                  | City Gross Arena                                        |                                                         |
| 19:15 UTC+2 | 19:15 UTC+2 | Dahlstedt 17′ Månsson 51′ | (1 – 1) Rapport    | 40′, 103′ Sjödahl 81′ Begovic | Norrköping Publik: 75 Domare: Anel Begovic (Norrköping) | Norrköping Publik: 75 Domare: Anel Begovic (Norrköping) |
| 19:15 UTC+2 | 19:15 UTC+2 |                           |                    |                               | Norrköping Publik: 75 Domare: Anel Begovic (Norrköping) | Norrköping Publik: 75 Domare: Anel Begovic (Norrköping) |
| 19:15 UTC+2 | 19:15 UTC+2 |                           |                    |                               | Norrköping Publik: 75 Domare: Anel Begovic (Norrköping) | Norrköping Publik: 75 Domare: Anel Begovic (Norrköping) |

| 8           | 5 maj 2016  | IF Brommapojkarna | 1 – 0           | P18 IK | Grimsta IP                                              |                                                         |
| 13:00 UTC+2 | 13:00 UTC+2 | S. Persson 38′    | (1 – 0) Rapport |        | Stockholm Publik: 45 Domare: Robert Vangeus (Stockholm) | Stockholm Publik: 45 Domare: Robert Vangeus (Stockholm) |
| 13:00 UTC+2 | 13:00 UTC+2 |                   |                 |        | Stockholm Publik: 45 Domare: Robert Vangeus (Stockholm) | Stockholm Publik: 45 Domare: Robert Vangeus (Stockholm) |
| 13:00 UTC+2 | 13:00 UTC+2 |                   |                 |        | Stockholm Publik: 45 Domare: Robert Vangeus (Stockholm) | Stockholm Publik: 45 Domare: Robert Vangeus (Stockholm) |

| 9           | 10 maj 2016 | Åsa IF      | 1 – 4           | IF Böljan                                              | Åsa IP                                         |                                                |
| 19:00 UTC+2 | 19:00 UTC+2 | Larsson 55′ | (0 – 2) Rapport | 27′, 53′ Walker 33′ I. Lindqvist 70′ Persson Gullqvist | Åsa Publik: 15 Domare: Semir Rujovic (Varberg) | Åsa Publik: 15 Domare: Semir Rujovic (Varberg) |
| 19:00 UTC+2 | 19:00 UTC+2 |             |                 |                                                        | Åsa Publik: 15 Domare: Semir Rujovic (Varberg) | Åsa Publik: 15 Domare: Semir Rujovic (Varberg) |
| 19:00 UTC+2 | 19:00 UTC+2 |             |                 |                                                        | Åsa Publik: 15 Domare: Semir Rujovic (Varberg) | Åsa Publik: 15 Domare: Semir Rujovic (Varberg) |

| 10          | 10 maj 2016 | Råda BK | 0 – 2           | IK Gauthiod    | Rådavallen                                          |                                                     |
| 19:15 UTC+2 | 19:15 UTC+2 |         | (0 – 1) Rapport | 35′, 65′ Bader | Lidköping Publik: 105 Domare: Robert Facol (Skövde) | Lidköping Publik: 105 Domare: Robert Facol (Skövde) |
| 19:15 UTC+2 | 19:15 UTC+2 |         |                 |                | Lidköping Publik: 105 Domare: Robert Facol (Skövde) | Lidköping Publik: 105 Domare: Robert Facol (Skövde) |
| 19:15 UTC+2 | 19:15 UTC+2 |         |                 |                | Lidköping Publik: 105 Domare: Robert Facol (Skövde) | Lidköping Publik: 105 Domare: Robert Facol (Skövde) |

| 11          | 10 maj 2016 | Göteborgs DFF                        | 2 – 1           | Stenungsunds IF | Valhalla IP                          |                                      |
| 20:00 UTC+2 | 20:00 UTC+2 | Johansson Alcaide 34′ Löfvendahl 54′ | (1 – 0) Rapport | 84′ Wallsten    | Göteborg Domare: Louise Grabo (Vara) | Göteborg Domare: Louise Grabo (Vara) |
| 20:00 UTC+2 | 20:00 UTC+2 |                                      |                 |                 | Göteborg Domare: Louise Grabo (Vara) | Göteborg Domare: Louise Grabo (Vara) |
| 20:00 UTC+2 | 20:00 UTC+2 |                                      |                 |                 | Göteborg Domare: Louise Grabo (Vara) | Göteborg Domare: Louise Grabo (Vara) |

| 12          | 11 maj 2016 | Madesjö IF | 0 – 3           | Färjestadens GoIF                             | Madesjövallen                            |                                          |
| 19:00 UTC+2 | 19:00 UTC+2 |            | (0 – 1) Rapport | 25′ F. Waller 75′ (sjm.) 90′ (str.) S. Waller | Nybro Domare: Armin Crnovrsanin (Kalmar) | Nybro Domare: Armin Crnovrsanin (Kalmar) |
| 19:00 UTC+2 | 19:00 UTC+2 |            |                 |                                               | Nybro Domare: Armin Crnovrsanin (Kalmar) | Nybro Domare: Armin Crnovrsanin (Kalmar) |
| 19:00 UTC+2 | 19:00 UTC+2 |            |                 |                                               | Nybro Domare: Armin Crnovrsanin (Kalmar) | Nybro Domare: Armin Crnovrsanin (Kalmar) |

| 13          | 12 maj 2016 | Utbynäs SK | 0 – 2           | Nittorps IK                  | Lemmingvallen                                      |                                                    |
| 20:00 UTC+2 | 20:00 UTC+2 |            | (0 – 0) Rapport | 82′ Gollwitzer 84′ Thuresson | Göteborg Publik: 44 Domare: Osman Yücel (Göteborg) | Göteborg Publik: 44 Domare: Osman Yücel (Göteborg) |
| 20:00 UTC+2 | 20:00 UTC+2 |            |                 |                              | Göteborg Publik: 44 Domare: Osman Yücel (Göteborg) | Göteborg Publik: 44 Domare: Osman Yücel (Göteborg) |
| 20:00 UTC+2 | 20:00 UTC+2 |            |                 |                              | Göteborg Publik: 44 Domare: Osman Yücel (Göteborg) | Göteborg Publik: 44 Domare: Osman Yücel (Göteborg) |

| 14          | 17 maj 2016 | Tranås FF | 0 – 1           | IFK Norrköping     | Bredstorps IP                                             |                                                           |
| 19:00 UTC+2 | 19:00 UTC+2 |           | (0 – 1) Rapport | 44′ Mo. Gustavsson | Tranås Publik: 162 Domare: Alexander Holmström (Vetlanda) | Tranås Publik: 162 Domare: Alexander Holmström (Vetlanda) |
| 19:00 UTC+2 | 19:00 UTC+2 |           |                 |                    | Tranås Publik: 162 Domare: Alexander Holmström (Vetlanda) | Tranås Publik: 162 Domare: Alexander Holmström (Vetlanda) |
| 19:00 UTC+2 | 19:00 UTC+2 |           |                 |                    | Tranås Publik: 162 Domare: Alexander Holmström (Vetlanda) | Tranås Publik: 162 Domare: Alexander Holmström (Vetlanda) |

| 15          | 17 maj 2016 | Egnahems BK | 0 – 2           | Smedby AIS              | Runnåkra IP                                           |                                                       |
| 19:15 UTC+2 | 19:15 UTC+2 |             | (0 – 0) Rapport | 62′ Holmberg 80′ Torres | Huskvarna Publik: 50 Domare: Simon Butros (Huskvarna) | Huskvarna Publik: 50 Domare: Simon Butros (Huskvarna) |
| 19:15 UTC+2 | 19:15 UTC+2 |             |                 |                         | Huskvarna Publik: 50 Domare: Simon Butros (Huskvarna) | Huskvarna Publik: 50 Domare: Simon Butros (Huskvarna) |
| 19:15 UTC+2 | 19:15 UTC+2 |             |                 |                         | Huskvarna Publik: 50 Domare: Simon Butros (Huskvarna) | Huskvarna Publik: 50 Domare: Simon Butros (Huskvarna) |

| 16          | 17 maj 2016 | Bollstanäs SK                          | 4 – 1           | Sätra SK  | Bollstanäs IP                                              |                                                            |
| 20:00 UTC+2 | 20:00 UTC+2 | Viklander 25′ Thim 33′ Jammeh 55′, 58′ | (2 – 1) Rapport | 13′ Björk | Upplands Väsby Publik: 37 Domare: Sandra Almkvist (Örebro) | Upplands Väsby Publik: 37 Domare: Sandra Almkvist (Örebro) |
| 20:00 UTC+2 | 20:00 UTC+2 |                                        |                 |           | Upplands Väsby Publik: 37 Domare: Sandra Almkvist (Örebro) | Upplands Väsby Publik: 37 Domare: Sandra Almkvist (Örebro) |
| 20:00 UTC+2 | 20:00 UTC+2 |                                        |                 |           | Upplands Väsby Publik: 37 Domare: Sandra Almkvist (Örebro) | Upplands Väsby Publik: 37 Domare: Sandra Almkvist (Örebro) |

| 17          | 18 maj 2016 | Näsets SK                   | 2 – 4           | Jitex BK                                   | Åkeredsvallen                                            |                                                          |
| 18:45 UTC+2 | 18:45 UTC+2 | Ekvall Kähönen 6′ Svang 58′ | (1 – 1) Rapport | 1′ Ariyo 48′ Folkesson 75′, 89′ S. Nilsson | Göteborg Publik: 108 Domare: Camilla Stendahl (Göteborg) | Göteborg Publik: 108 Domare: Camilla Stendahl (Göteborg) |
| 18:45 UTC+2 | 18:45 UTC+2 |                             |                 |                                            | Göteborg Publik: 108 Domare: Camilla Stendahl (Göteborg) | Göteborg Publik: 108 Domare: Camilla Stendahl (Göteborg) |
| 18:45 UTC+2 | 18:45 UTC+2 |                             |                 |                                            | Göteborg Publik: 108 Domare: Camilla Stendahl (Göteborg) | Göteborg Publik: 108 Domare: Camilla Stendahl (Göteborg) |

| 18          | 18 maj 2016 | Ornäs BK     | 1 – 0           | Ljusdals IF | Ornäs IP                                                |                                                         |
| 19:00 UTC+2 | 19:00 UTC+2 | Winninge 59′ | (0 – 0) Rapport |             | Borlänge Publik: 50 Domare: Johan Söderström (Borlänge) | Borlänge Publik: 50 Domare: Johan Söderström (Borlänge) |
| 19:00 UTC+2 | 19:00 UTC+2 |              |                 |             | Borlänge Publik: 50 Domare: Johan Söderström (Borlänge) | Borlänge Publik: 50 Domare: Johan Söderström (Borlänge) |
| 19:00 UTC+2 | 19:00 UTC+2 |              |                 |             | Borlänge Publik: 50 Domare: Johan Söderström (Borlänge) | Borlänge Publik: 50 Domare: Johan Söderström (Borlänge) |

| 19          | 18 maj 2016 | Västerås IK | 0000 1 – 0 (e.fl.) | Gustafs GoIF | Apalby                                                    |                                                           |
| 19:00 UTC+2 | 19:00 UTC+2 | Oday 110′   | (0 – 0) Rapport    |              | Västerås Publik: 80 Domare: Annica Torkelsson (Stockholm) | Västerås Publik: 80 Domare: Annica Torkelsson (Stockholm) |
| 19:00 UTC+2 | 19:00 UTC+2 |             |                    |              | Västerås Publik: 80 Domare: Annica Torkelsson (Stockholm) | Västerås Publik: 80 Domare: Annica Torkelsson (Stockholm) |
| 19:00 UTC+2 | 19:00 UTC+2 |             |                    |              | Västerås Publik: 80 Domare: Annica Torkelsson (Stockholm) | Västerås Publik: 80 Domare: Annica Torkelsson (Stockholm) |

| 20          | 18 maj 2016 | Växjö BK       | 1 – 2           | IFK Värnamo                     | Sportfältet Teleborg                             |                                                  |
| 19:00 UTC+2 | 19:00 UTC+2 | Wernersson 60′ | (0 – 1) Rapport | 29′ A. Petersson 80′ L. Persson | Växjö Publik: 52 Domare: Joakim Aspegren (Växjö) | Växjö Publik: 52 Domare: Joakim Aspegren (Växjö) |
| 19:00 UTC+2 | 19:00 UTC+2 |                |                 |                                 | Växjö Publik: 52 Domare: Joakim Aspegren (Växjö) | Växjö Publik: 52 Domare: Joakim Aspegren (Växjö) |
| 19:00 UTC+2 | 19:00 UTC+2 |                |                 |                                 | Växjö Publik: 52 Domare: Joakim Aspegren (Växjö) | Växjö Publik: 52 Domare: Joakim Aspegren (Växjö) |

| 21          | 19 maj 2016 | Modo FF | 0000 3 – 0 (W/O) | IFK Åkullsjön | Skyttis IP   |              |
| 19:00 UTC+2 | 19:00 UTC+2 |         | Rapport          |               | Örnsköldsvik | Örnsköldsvik |
| 19:00 UTC+2 | 19:00 UTC+2 |         |                  |               | Örnsköldsvik | Örnsköldsvik |
| 19:00 UTC+2 | 19:00 UTC+2 |         |                  |               | Örnsköldsvik | Örnsköldsvik |

| 22          | 19 maj 2016 | Hässelby SK | 0 – 1           | FC Djursholm       | Hässelby Gårds BP                                          |                                                            |
| 19:00 UTC+2 | 19:00 UTC+2 |             | (0 – 1) Rapport | 41′ (str.) Budryte | Stockholm Publik: 25 Domare: Emelie Elfstrand (Södertälje) | Stockholm Publik: 25 Domare: Emelie Elfstrand (Södertälje) |
| 19:00 UTC+2 | 19:00 UTC+2 |             |                 |                    | Stockholm Publik: 25 Domare: Emelie Elfstrand (Södertälje) | Stockholm Publik: 25 Domare: Emelie Elfstrand (Södertälje) |
| 19:00 UTC+2 | 19:00 UTC+2 |             |                 |                    | Stockholm Publik: 25 Domare: Emelie Elfstrand (Södertälje) | Stockholm Publik: 25 Domare: Emelie Elfstrand (Södertälje) |

| 23          | 23 maj 2016 | Gammelgårdens IF | 0 – 2           | Alviks IK                | Furuvallen                                       |                                                  |
| 19:30 UTC+2 | 19:30 UTC+2 |                  | (0 – 1) Rapport | 4′ Sundberg 57′ Lindvall | Kalix Publik: 52 Domare: Ronny Andersson (Kalix) | Kalix Publik: 52 Domare: Ronny Andersson (Kalix) |
| 19:30 UTC+2 | 19:30 UTC+2 |                  |                 |                          | Kalix Publik: 52 Domare: Ronny Andersson (Kalix) | Kalix Publik: 52 Domare: Ronny Andersson (Kalix) |
| 19:30 UTC+2 | 19:30 UTC+2 |                  |                 |                          | Kalix Publik: 52 Domare: Ronny Andersson (Kalix) | Kalix Publik: 52 Domare: Ronny Andersson (Kalix) |

| 24          | 24 maj 2016 | Triangelns IK                       | 3 – 6           | Västerås BK30                                       | Mesta IP                                               |                                                        |
| 19:00 UTC+2 | 19:00 UTC+2 | Svärd 12′ Mellqvist 30′ Wacklin 46′ | (3 – 3) Rapport | 23′, 54′, 78′ Segerholm 32′, 47′ Smith 35′ Korhonen | Eskilstuna Publik: 47 Domare: Lydia Lundberg (Uppsala) | Eskilstuna Publik: 47 Domare: Lydia Lundberg (Uppsala) |
| 19:00 UTC+2 | 19:00 UTC+2 |                                     |                 |                                                     | Eskilstuna Publik: 47 Domare: Lydia Lundberg (Uppsala) | Eskilstuna Publik: 47 Domare: Lydia Lundberg (Uppsala) |
| 19:00 UTC+2 | 19:00 UTC+2 |                                     |                 |                                                     | Eskilstuna Publik: 47 Domare: Lydia Lundberg (Uppsala) | Eskilstuna Publik: 47 Domare: Lydia Lundberg (Uppsala) |

| 25          | 24 maj 2016 | Torsby IF                           | 2 – 3           | IFK Skoghall         | Björnevi                                         |                                                  |
| 19:00 UTC+2 | 19:00 UTC+2 | Hallstensson 15′ Ell. Johansson 59′ | (1 – 0) Rapport | 56′, 67′, 76′ Wendel | Torsby Publik: 52 Domare: Conny Jonsson (Torsby) | Torsby Publik: 52 Domare: Conny Jonsson (Torsby) |
| 19:00 UTC+2 | 19:00 UTC+2 |                                     |                 |                      | Torsby Publik: 52 Domare: Conny Jonsson (Torsby) | Torsby Publik: 52 Domare: Conny Jonsson (Torsby) |
| 19:00 UTC+2 | 19:00 UTC+2 |                                     |                 |                      | Torsby Publik: 52 Domare: Conny Jonsson (Torsby) | Torsby Publik: 52 Domare: Conny Jonsson (Torsby) |

| 26          | 24 maj 2016 | Falköpings KIK                    | 3 – 4           | Mariebo IK                                            | Odenplan                              |                                       |
| 19:00 UTC+2 | 19:00 UTC+2 | Alexandersson 9′ Ravnell 59′, 72′ | (1 – 3) Rapport | 2′ Toivio 5′ Gustafsson 25′ F. Johansson 50′ Kimmehed | Falköping Domare: Louise grabo (Vara) | Falköping Domare: Louise grabo (Vara) |
| 19:00 UTC+2 | 19:00 UTC+2 |                                   |                 |                                                       | Falköping Domare: Louise grabo (Vara) | Falköping Domare: Louise grabo (Vara) |
| 19:00 UTC+2 | 19:00 UTC+2 |                                   |                 |                                                       | Falköping Domare: Louise grabo (Vara) | Falköping Domare: Louise grabo (Vara) |

| 27          | 24 maj 2016 | IFK Örby                   | 2 – 3           | Mossens BK                       | Örby IP                               |                                       |
| 19:00 UTC+2 | 19:00 UTC+2 | Sandahl 65′ E. Larsson 74′ | (0 – 3) Rapport | 28′, 36′ Holmqvist 30′ Bjelkholm | Örby Domare: Anders Dahl (Gånghester) | Örby Domare: Anders Dahl (Gånghester) |
| 19:00 UTC+2 | 19:00 UTC+2 |                            |                 |                                  | Örby Domare: Anders Dahl (Gånghester) | Örby Domare: Anders Dahl (Gånghester) |
| 19:00 UTC+2 | 19:00 UTC+2 |                            |                 |                                  | Örby Domare: Anders Dahl (Gånghester) | Örby Domare: Anders Dahl (Gånghester) |

| 28          | 24 maj 2016 | Älvsjö AIK | 0 – 3           | Gamla Upsala SK                      | Älvsjö IP                                                |                                                          |
| 19:30 UTC+2 | 19:30 UTC+2 |            | (0 – 1) Rapport | 23′, 57′ El-Obeid 71′ Maja Andersson | Stockholm Publik: 40 Domare: Emma Wesselgård (Stockholm) | Stockholm Publik: 40 Domare: Emma Wesselgård (Stockholm) |
| 19:30 UTC+2 | 19:30 UTC+2 |            |                 |                                      | Stockholm Publik: 40 Domare: Emma Wesselgård (Stockholm) | Stockholm Publik: 40 Domare: Emma Wesselgård (Stockholm) |
| 19:30 UTC+2 | 19:30 UTC+2 |            |                 |                                      | Stockholm Publik: 40 Domare: Emma Wesselgård (Stockholm) | Stockholm Publik: 40 Domare: Emma Wesselgård (Stockholm) |

| 29          | 25 maj 2016 | Remsle UIF | 1 – 3           | Team TG FF                          | Remslevallen                                              |                                                           |
| 19:00 UTC+2 | 19:00 UTC+2 | Halén 23′  | (1 – 0) Rapport | 67′ Öman 80′ Kapstad 87′ Strandberg | Sollefteå Publik: 75 Domare: Niklas Nordin (Örnsköldsvik) | Sollefteå Publik: 75 Domare: Niklas Nordin (Örnsköldsvik) |
| 19:00 UTC+2 | 19:00 UTC+2 |            |                 |                                     | Sollefteå Publik: 75 Domare: Niklas Nordin (Örnsköldsvik) | Sollefteå Publik: 75 Domare: Niklas Nordin (Örnsköldsvik) |
| 19:00 UTC+2 | 19:00 UTC+2 |            |                 |                                     | Sollefteå Publik: 75 Domare: Niklas Nordin (Örnsköldsvik) | Sollefteå Publik: 75 Domare: Niklas Nordin (Örnsköldsvik) |

| 30          | 25 maj 2016 | IS Halmia                                                                                        | 11 – 00         | Westbo United | Halmstad Arena                             |                                            |
| 19:00 UTC+2 | 19:00 UTC+2 | Abrahamsson 7′, 24′, 41′ Nielsen 16′ I. Olsson 17′, 47′, 67′ Axeldal 39′, 53′, 61′ M. Olsson 56′ | (6 – 0) Rapport |               | Halmstad Domare: Valdrin Ahmeti (Halmstad) | Halmstad Domare: Valdrin Ahmeti (Halmstad) |
| 19:00 UTC+2 | 19:00 UTC+2 |                                                                                                  |                 |               | Halmstad Domare: Valdrin Ahmeti (Halmstad) | Halmstad Domare: Valdrin Ahmeti (Halmstad) |
| 19:00 UTC+2 | 19:00 UTC+2 |                                                                                                  |                 |               | Halmstad Domare: Valdrin Ahmeti (Halmstad) | Halmstad Domare: Valdrin Ahmeti (Halmstad) |

| 31          | 25 maj 2016 | Fjälkinge IF | 0 – 6           | Asarums IF                                                              | Maxilandia IP                                                 |                                                               |
| 19:00 UTC+2 | 19:00 UTC+2 |              | (0 – 5) Rapport | 2′, 21′ Nordahl 18′, 29′ M. Nilsson 25′ L. Gustavsson 52′ Je. Johansson | Fjälkinge Publik: 50 Domare: Patrik Hederström (Kristianstad) | Fjälkinge Publik: 50 Domare: Patrik Hederström (Kristianstad) |
| 19:00 UTC+2 | 19:00 UTC+2 |              |                 |                                                                         | Fjälkinge Publik: 50 Domare: Patrik Hederström (Kristianstad) | Fjälkinge Publik: 50 Domare: Patrik Hederström (Kristianstad) |
| 19:00 UTC+2 | 19:00 UTC+2 |              |                 |                                                                         | Fjälkinge Publik: 50 Domare: Patrik Hederström (Kristianstad) | Fjälkinge Publik: 50 Domare: Patrik Hederström (Kristianstad) |

| 32          | 25 maj 2016 | Kvibille BK                 | 3 – 6           | Eskilsminne DIF                                     | Björkevi                                              |                                                       |
| 19:00 UTC+2 | 19:00 UTC+2 | Christiansson 16′, 23′, 85′ | (2 – 3) Rapport | 18′, 31′ Hansen 32′, 47′ Nyberg Spets 56′, 61′ Pigg | Kvibille Publik: 99 Domare: Johan Söderström (Laholm) | Kvibille Publik: 99 Domare: Johan Söderström (Laholm) |
| 19:00 UTC+2 | 19:00 UTC+2 |                             |                 |                                                     | Kvibille Publik: 99 Domare: Johan Söderström (Laholm) | Kvibille Publik: 99 Domare: Johan Söderström (Laholm) |
| 19:00 UTC+2 | 19:00 UTC+2 |                             |                 |                                                     | Kvibille Publik: 99 Domare: Johan Söderström (Laholm) | Kvibille Publik: 99 Domare: Johan Söderström (Laholm) |

| 33          | 25 maj 2016 | BK Höllviken        | 2 – 1           | Borgeby FK  | Höllvikens IP                                    |                                                  |
| 19:00 UTC+2 | 19:00 UTC+2 | Amin 30′ Partin 80′ | (1 – 1) Rapport | 6′ Palklint | Höllviken Domare: Enes Kahrimanovic (Trelleborg) | Höllviken Domare: Enes Kahrimanovic (Trelleborg) |
| 19:00 UTC+2 | 19:00 UTC+2 |                     |                 |             | Höllviken Domare: Enes Kahrimanovic (Trelleborg) | Höllviken Domare: Enes Kahrimanovic (Trelleborg) |
| 19:00 UTC+2 | 19:00 UTC+2 |                     |                 |             | Höllviken Domare: Enes Kahrimanovic (Trelleborg) | Höllviken Domare: Enes Kahrimanovic (Trelleborg) |

| 34          | 25 maj 2016 | Husie IF     | 1 – 4           | Dösjöbro IF                             | Husiegårds IP                           |                                         |
| 19:00 UTC+2 | 19:00 UTC+2 | Hättmark 14′ | (1 – 2) Rapport | 15′, 75′ Skarström 40′, 61′ Lennartsson | Malmö Domare: Åsa Olsson (Staffanstorp) | Malmö Domare: Åsa Olsson (Staffanstorp) |
| 19:00 UTC+2 | 19:00 UTC+2 |              |                 |                                         | Malmö Domare: Åsa Olsson (Staffanstorp) | Malmö Domare: Åsa Olsson (Staffanstorp) |
| 19:00 UTC+2 | 19:00 UTC+2 |              |                 |                                         | Malmö Domare: Åsa Olsson (Staffanstorp) | Malmö Domare: Åsa Olsson (Staffanstorp) |

| 35          | 25 maj 2016 | Qviding FIF                            | 3 – 2           | Bergdalens IK           | Överåsvallen                                       |                                                    |
| 19:30 UTC+2 | 19:30 UTC+2 | Hansson 10′ Sinik 19′ E. Petersson 84′ | (2 – 0) Rapport | 53′, 72′ Mi. Gustavsson | Göteborg Publik: 50 Domare: Bilal Tillo (Partille) | Göteborg Publik: 50 Domare: Bilal Tillo (Partille) |
| 19:30 UTC+2 | 19:30 UTC+2 |                                        |                 |                         | Göteborg Publik: 50 Domare: Bilal Tillo (Partille) | Göteborg Publik: 50 Domare: Bilal Tillo (Partille) |
| 19:30 UTC+2 | 19:30 UTC+2 |                                        |                 |                         | Göteborg Publik: 50 Domare: Bilal Tillo (Partille) | Göteborg Publik: 50 Domare: Bilal Tillo (Partille) |

| 36          | 25 maj 2016 | IFK Malmö    | 1 – 4           | Hammenhögs IF                          | Malmö IP                                               |                                                        |
| 19:45 UTC+2 | 19:45 UTC+2 | Matkovic 73′ | (0 – 2) Rapport | 6′, 43′ N. Nilsson 59′ Palm 78′ Temler | Malmö Publik: 23 Domare: Aleksander Todorovski (Malmö) | Malmö Publik: 23 Domare: Aleksander Todorovski (Malmö) |
| 19:45 UTC+2 | 19:45 UTC+2 |              |                 |                                        | Malmö Publik: 23 Domare: Aleksander Todorovski (Malmö) | Malmö Publik: 23 Domare: Aleksander Todorovski (Malmö) |
| 19:45 UTC+2 | 19:45 UTC+2 |              |                 |                                        | Malmö Publik: 23 Domare: Aleksander Todorovski (Malmö) | Malmö Publik: 23 Domare: Aleksander Todorovski (Malmö) |

| 37          | 31 maj 2016 | Storfors AIK | 1 – 0           | Morön BK | Hedens IP                                       |                                                 |
| 19:30 UTC+2 | 19:30 UTC+2 | Uddström 18′ | (1 – 0) Rapport |          | Piteå Publik: 125 Domare: Peder Rending (Piteå) | Piteå Publik: 125 Domare: Peder Rending (Piteå) |
| 19:30 UTC+2 | 19:30 UTC+2 |              |                 |          | Piteå Publik: 125 Domare: Peder Rending (Piteå) | Piteå Publik: 125 Domare: Peder Rending (Piteå) |
| 19:30 UTC+2 | 19:30 UTC+2 |              |                 |          | Piteå Publik: 125 Domare: Peder Rending (Piteå) | Piteå Publik: 125 Domare: Peder Rending (Piteå) |

| 38          | 31 maj 2016 | Täby FK          | 2 – 3           | Tierps IF                      | Tibblevallen                                              |                                                           |
| 20:15 UTC+2 | 20:15 UTC+2 | Bulloch 9′ Norén | (1 – 1) Rapport | 33′, 65′ Aanderud 76′ Sjöström | Stockholm Publik: 45 Domare: Monika Perunicic (Stockholm) | Stockholm Publik: 45 Domare: Monika Perunicic (Stockholm) |
| 20:15 UTC+2 | 20:15 UTC+2 |                  |                 |                                | Stockholm Publik: 45 Domare: Monika Perunicic (Stockholm) | Stockholm Publik: 45 Domare: Monika Perunicic (Stockholm) |
| 20:15 UTC+2 | 20:15 UTC+2 |                  |                 |                                | Stockholm Publik: 45 Domare: Monika Perunicic (Stockholm) | Stockholm Publik: 45 Domare: Monika Perunicic (Stockholm) |

### Omgång 2
| 39          | 2 augusti 2016 | Nittorps IK            | 0000 2 – 5 (e.fl.) | Kungsbacka DFF                                              | Åsavallen                                              |                                                        |
| 19:00 UTC+2 | 19:00 UTC+2    | Glans 12′ Axengren 15′ | (2 – 1) Rapport    | 27′, 112′ Strömblad 73′ Kapocs 108′ K. Lundin 120′ Liljered | Nittorp Publik: 200 Domare: Ida Fredriksson (Göteborg) | Nittorp Publik: 200 Domare: Ida Fredriksson (Göteborg) |
| 19:00 UTC+2 | 19:00 UTC+2    |                        |                    |                                                             | Nittorp Publik: 200 Domare: Ida Fredriksson (Göteborg) | Nittorp Publik: 200 Domare: Ida Fredriksson (Göteborg) |
| 19:00 UTC+2 | 19:00 UTC+2    |                        |                    |                                                             | Nittorp Publik: 200 Domare: Ida Fredriksson (Göteborg) | Nittorp Publik: 200 Domare: Ida Fredriksson (Göteborg) |

| 40          | 9 augusti 2016 | IK Huge  | 1 – 3           | IK Sirius                          | Kastvallen                               |                                          |
| 19:00 UTC+2 | 19:00 UTC+2    | Blom 26′ | (1 – 3) Rapport | 5′ Faiqi 12′ Åkerman 29′ Magnusson | Gävle Domare: Jessica Wiman (Kungsängen) | Gävle Domare: Jessica Wiman (Kungsängen) |
| 19:00 UTC+2 | 19:00 UTC+2    |          |                 |                                    | Gävle Domare: Jessica Wiman (Kungsängen) | Gävle Domare: Jessica Wiman (Kungsängen) |
| 19:00 UTC+2 | 19:00 UTC+2    |          |                 |                                    | Gävle Domare: Jessica Wiman (Kungsängen) | Gävle Domare: Jessica Wiman (Kungsängen) |

| 41          | 9 augusti 2016 | Modo FF | 0 – 5           | Sundsvalls DFF                                          | Kempevallen                                         |                                                     |
| 19:30 UTC+2 | 19:30 UTC+2    |         | (0 – 4) Rapport | 14′ Sandberg 17′, 36′ Lindgren 44′ Markström 88′ (sjm.) | Domsjö Publik: 159 Domare: Ivica Matanovic (Bjästa) | Domsjö Publik: 159 Domare: Ivica Matanovic (Bjästa) |
| 19:30 UTC+2 | 19:30 UTC+2    |         |                 |                                                         | Domsjö Publik: 159 Domare: Ivica Matanovic (Bjästa) | Domsjö Publik: 159 Domare: Ivica Matanovic (Bjästa) |
| 19:30 UTC+2 | 19:30 UTC+2    |         |                 |                                                         | Domsjö Publik: 159 Domare: Ivica Matanovic (Bjästa) | Domsjö Publik: 159 Domare: Ivica Matanovic (Bjästa) |

| 42          | 10 augusti 2016 | IS Halmia | 0 – 3           | Limhamn Bunkeflo            | Halmstad Arena                                               |                                                              |
| 19:00 UTC+2 | 19:00 UTC+2     |           | (0 – 2) Rapport | 21′ Welin 43′, 50′ Ejdelind | Halmstad Publik: 100 Domare: Luke Përparim Kyqyku (Halmstad) | Halmstad Publik: 100 Domare: Luke Përparim Kyqyku (Halmstad) |
| 19:00 UTC+2 | 19:00 UTC+2     |           |                 |                             | Halmstad Publik: 100 Domare: Luke Përparim Kyqyku (Halmstad) | Halmstad Publik: 100 Domare: Luke Përparim Kyqyku (Halmstad) |
| 19:00 UTC+2 | 19:00 UTC+2     |           |                 |                             | Halmstad Publik: 100 Domare: Luke Përparim Kyqyku (Halmstad) | Halmstad Publik: 100 Domare: Luke Përparim Kyqyku (Halmstad) |

| 43          | 16 augusti 2016 | Asarums IF | 0 – 9   | FC Rosengård                                                        | Asarums IP                               |                                          |
| 18:00 UTC+2 | 18:00 UTC+2     |            | Rapport | 5′ Andonova 10′, 25′, 33′, 59′ Martens 24′, 70′, 74′ 27′ L. Nilsson | Karlshamn Domare: Rinon Hasani (Ronneby) | Karlshamn Domare: Rinon Hasani (Ronneby) |
| 18:00 UTC+2 | 18:00 UTC+2     |            |         |                                                                     | Karlshamn Domare: Rinon Hasani (Ronneby) | Karlshamn Domare: Rinon Hasani (Ronneby) |
| 18:00 UTC+2 | 18:00 UTC+2     |            |         |                                                                     | Karlshamn Domare: Rinon Hasani (Ronneby) | Karlshamn Domare: Rinon Hasani (Ronneby) |

| 44          | 16 augusti 2016 | IFK Skoghall    | 1 – 7           | Mallbackens IF                                                             | Lunnevi IP                                        |                                                   |
| 18:45 UTC+2 | 18:45 UTC+2     | M. Karlsson 84′ | (0 – 5) Rapport | 18′ Göransson 22′, 44′ Janogy 23′, 55′ (str.) Ness 38′ Karlenäs 50′ Stolpe | Skoghall Domare: Sofie Borck Janeheim (Stockholm) | Skoghall Domare: Sofie Borck Janeheim (Stockholm) |
| 18:45 UTC+2 | 18:45 UTC+2     |                 |                 |                                                                            | Skoghall Domare: Sofie Borck Janeheim (Stockholm) | Skoghall Domare: Sofie Borck Janeheim (Stockholm) |
| 18:45 UTC+2 | 18:45 UTC+2     |                 |                 |                                                                            | Skoghall Domare: Sofie Borck Janeheim (Stockholm) | Skoghall Domare: Sofie Borck Janeheim (Stockholm) |

| 45          | 17 augusti 2016 | Lidköpings FK                                  | 4 – 1           | QBIK          | Framnäs IP                                   |                                              |
| 18:45 UTC+2 | 18:45 UTC+2     | Zirdum 9′ L. Persson 64′ M. Johansson 84′, 87′ | (1 – 1) Rapport | 23′ Sahlström | Publik: 35 Domare: Mehdi Shirazi (Frufällan) | Publik: 35 Domare: Mehdi Shirazi (Frufällan) |
| 18:45 UTC+2 | 18:45 UTC+2     |                                                |                 |               | Publik: 35 Domare: Mehdi Shirazi (Frufällan) | Publik: 35 Domare: Mehdi Shirazi (Frufällan) |
| 18:45 UTC+2 | 18:45 UTC+2     |                                                |                 |               | Publik: 35 Domare: Mehdi Shirazi (Frufällan) | Publik: 35 Domare: Mehdi Shirazi (Frufällan) |

| 46          | 19 augusti 2016 | Storfors AIK | 00 – 10         | Piteå IF                                                                                            | Hedens IP                                        |                                                  |
| 19:00 UTC+2 | 19:00 UTC+2     |              | (0 – 5) Rapport | 33′, 36′, 78′ Jakobsson 34′, 80′, 83′ F. Karlsson 39′ Jo. Johansson 45′ Norlin 60′ Helin 85′ Ökvist | Piteå Publik: 247 Domare: Mårten Larsson (Luleå) | Piteå Publik: 247 Domare: Mårten Larsson (Luleå) |
| 19:00 UTC+2 | 19:00 UTC+2     |              |                 | | Piteå Publik: 247 Domare: Mårten Larsson (Luleå) | Piteå Publik: 247 Domare: Mårten Larsson (Luleå) |
| 19:00 UTC+2 | 19:00 UTC+2     |              |                 | | Piteå Publik: 247 Domare: Mårten Larsson (Luleå) | Piteå Publik: 247 Domare: Mårten Larsson (Luleå) |

| 47          | 23 augusti 2016 | Ornäs BK | 0 – 8           | Kvarnsvedens IK                                                         | Ornäs IP                                                 |                                                          |
| 18:30 UTC+2 | 18:30 UTC+2     |          | (0 – 6) Rapport | 14′, 42′, 70′ (str.), 77′ Addo 18′ (str.) Weimer 39′, 43′, 45′ Chawinga | Borlänge Publik: 300 Domare: Josefin Aronsson (Borlänge) | Borlänge Publik: 300 Domare: Josefin Aronsson (Borlänge) |
| 18:30 UTC+2 | 18:30 UTC+2     |          |                 |                                                                         | Borlänge Publik: 300 Domare: Josefin Aronsson (Borlänge) | Borlänge Publik: 300 Domare: Josefin Aronsson (Borlänge) |
| 18:30 UTC+2 | 18:30 UTC+2     |          |                 |                                                                         | Borlänge Publik: 300 Domare: Josefin Aronsson (Borlänge) | Borlänge Publik: 300 Domare: Josefin Aronsson (Borlänge) |

| 48          | 23 augusti 2016 | Tierps IF | 0 – 5           | Djurgårdens IF                                      | Vegavallen                                              |                                                         |
| 18:30 UTC+2 | 18:30 UTC+2     |           | (0 – 3) Rapport | 35′, 51′ van den Bulk 44′, 56′ Höglund 45′ Jalkerud | Tierp Publik: 200 Domare: Annica Torkelsson (Stockholm) | Tierp Publik: 200 Domare: Annica Torkelsson (Stockholm) |
| 18:30 UTC+2 | 18:30 UTC+2     |           |                 |                                                     | Tierp Publik: 200 Domare: Annica Torkelsson (Stockholm) | Tierp Publik: 200 Domare: Annica Torkelsson (Stockholm) |
| 18:30 UTC+2 | 18:30 UTC+2     |           |                 |                                                     | Tierp Publik: 200 Domare: Annica Torkelsson (Stockholm) | Tierp Publik: 200 Domare: Annica Torkelsson (Stockholm) |

| 49          | 23 augusti 2016 | Smedby AIS | 00 – 14         | Linköpings FC | Mirum Arena                                   |                                               |
| 19:00 UTC+2 | 19:00 UTC+2     |            | (0 – 5) Rapport | 4′, 58′ Almqvist 9′, 41′, 60′ Minde 15′, 52′, 68′, 75′ Harder 39′, 72′ Jon. Andersson 65′, 69′ Blackstenius 88′ Gajhede | Publik: 349 Domare: Anna Johansson (Karlstad) | Publik: 349 Domare: Anna Johansson (Karlstad) |
| 19:00 UTC+2 | 19:00 UTC+2     |            |                 | | Publik: 349 Domare: Anna Johansson (Karlstad) | Publik: 349 Domare: Anna Johansson (Karlstad) |
| 19:00 UTC+2 | 19:00 UTC+2     |            |                 | | Publik: 349 Domare: Anna Johansson (Karlstad) | Publik: 349 Domare: Anna Johansson (Karlstad) |

| 50          | 23 augusti 2016 | IF Böljan  | 1 – 4           | Kopparbergs/Göteborg                            | Falkenbergs IP                                 |                                                |
| 19:30 UTC+2 | 19:30 UTC+2     | Mujdzic 2′ | (1 – 0) Rapport | 61′, 69′ Blomqvist 74′ Bakhtiari 84′ N. Persson | Falkenberg Domare: Sandra Österberg (Göteborg) | Falkenberg Domare: Sandra Österberg (Göteborg) |
| 19:30 UTC+2 | 19:30 UTC+2     |            |                 |                                                 | Falkenberg Domare: Sandra Österberg (Göteborg) | Falkenberg Domare: Sandra Österberg (Göteborg) |
| 19:30 UTC+2 | 19:30 UTC+2     |            |                 |                                                 | Falkenberg Domare: Sandra Österberg (Göteborg) | Falkenberg Domare: Sandra Österberg (Göteborg) |

| 51          | 24 augusti 2016 | Gamla Upsala SK                | 2 – 0           | Hammarby IF | Gamlis IP                                               |                                                         |
| 17:45 UTC+2 | 17:45 UTC+2     | Fridjonsdottir 60′ Kajgård 84′ | (0 – 0) Rapport |             | Uppsala Publik: 325 Domare: Emma Wesselgård (Stockholm) | Uppsala Publik: 325 Domare: Emma Wesselgård (Stockholm) |
| 17:45 UTC+2 | 17:45 UTC+2     |                                |                 |             | Uppsala Publik: 325 Domare: Emma Wesselgård (Stockholm) | Uppsala Publik: 325 Domare: Emma Wesselgård (Stockholm) |
| 17:45 UTC+2 | 17:45 UTC+2     |                                |                 |             | Uppsala Publik: 325 Domare: Emma Wesselgård (Stockholm) | Uppsala Publik: 325 Domare: Emma Wesselgård (Stockholm) |

| 52          | 24 augusti 2016 | Alnö IF | 0 – 6           | Östersunds DFF                                             | Släda IP                                              |                                                       |
| 18:30 UTC+2 | 18:30 UTC+2     |         | (0 – 2) Rapport | 12′ Storck 16′, 69′ Boakye 57′, 64′ Monahan 71′ Rosenquist | Sundsvall Publik: 71 Domare: Elsa Wisting (Sundsvall) | Sundsvall Publik: 71 Domare: Elsa Wisting (Sundsvall) |
| 18:30 UTC+2 | 18:30 UTC+2     |         |                 |                                                            | Sundsvall Publik: 71 Domare: Elsa Wisting (Sundsvall) | Sundsvall Publik: 71 Domare: Elsa Wisting (Sundsvall) |
| 18:30 UTC+2 | 18:30 UTC+2     |         |                 |                                                            | Sundsvall Publik: 71 Domare: Elsa Wisting (Sundsvall) | Sundsvall Publik: 71 Domare: Elsa Wisting (Sundsvall) |

| 53          | 24 augusti 2016 | Örebro SK Söder | 1 – 2           | Eskilstuna United                            | Grönpepparparkens IP                                |                                                     |
| 19:00 UTC+2 | 19:00 UTC+2     | Börjesson 38′   | (1 – 2) Rapport | 6′ Linnakallio 31′ Glódís Perla Viggósdóttir | Örebro Publik: 263 Domare: Sandra Almkvist (Örebro) | Örebro Publik: 263 Domare: Sandra Almkvist (Örebro) |
| 19:00 UTC+2 | 19:00 UTC+2     |                 |                 |                                              | Örebro Publik: 263 Domare: Sandra Almkvist (Örebro) | Örebro Publik: 263 Domare: Sandra Almkvist (Örebro) |
| 19:00 UTC+2 | 19:00 UTC+2     |                 |                 |                                              | Örebro Publik: 263 Domare: Sandra Almkvist (Örebro) | Örebro Publik: 263 Domare: Sandra Almkvist (Örebro) |

| 54          | 31 augusti 2016 | Västerås BK30 | 1 – 2           | IF Brommapojkarna         | Solid Park Arena                                       |                                                        |
| 20:00 UTC+2 | 20:00 UTC+2     | Smith 5′      | (1 – 0) Rapport | 53′ Hammarbäck 73′ Korell | Västerås Publik: 50 Domare: Amelie Bergstrand (Älvsjö) | Västerås Publik: 50 Domare: Amelie Bergstrand (Älvsjö) |
| 20:00 UTC+2 | 20:00 UTC+2     |               |                 |                           | Västerås Publik: 50 Domare: Amelie Bergstrand (Älvsjö) | Västerås Publik: 50 Domare: Amelie Bergstrand (Älvsjö) |
| 20:00 UTC+2 | 20:00 UTC+2     |               |                 |                           | Västerås Publik: 50 Domare: Amelie Bergstrand (Älvsjö) | Västerås Publik: 50 Domare: Amelie Bergstrand (Älvsjö) |

| 55          | 8 september 2016 | Göteborgs DFF                    | 2 – 3           | IK Gauthiod                                | Valhalla IP                                   |                                               |
| 20:00 UTC+2 | 20:00 UTC+2      | Simonsson 49′ Eli. Johansson 79′ | (0 – 2) Rapport | 18′ Jos. Andersson 38′ Bader 88′ Österberg | Göteborg Domare: Maral Mirzai Beni (Göteborg) | Göteborg Domare: Maral Mirzai Beni (Göteborg) |
| 20:00 UTC+2 | 20:00 UTC+2      |                                  |                 |                                            | Göteborg Domare: Maral Mirzai Beni (Göteborg) | Göteborg Domare: Maral Mirzai Beni (Göteborg) |
| 20:00 UTC+2 | 20:00 UTC+2      |                                  |                 |                                            | Göteborg Domare: Maral Mirzai Beni (Göteborg) | Göteborg Domare: Maral Mirzai Beni (Göteborg) |

| 56          | 13 september 2016 | Qviding FIF | 1 – 4           | Jitex BK                                    | Härlanda Park                        |                                      |
| 20:00 UTC+2 | 20:00 UTC+2       | Harlin 33′  | (1 – 0) Rapport | 65′, 79′ Contreras 67′ M. Lundin 73′ Sjödin | Göteborg Domare: Louise Grabo (Vara) | Göteborg Domare: Louise Grabo (Vara) |
| 20:00 UTC+2 | 20:00 UTC+2       |             |                 |                                             | Göteborg Domare: Louise Grabo (Vara) | Göteborg Domare: Louise Grabo (Vara) |
| 20:00 UTC+2 | 20:00 UTC+2       |             |                 |                                             | Göteborg Domare: Louise Grabo (Vara) | Göteborg Domare: Louise Grabo (Vara) |

| 57          | 14 september 2016 | Team TG                                  | 0000 1 – 1 (e.fl.)         | Umeå IK                            | Umeå Energi Arena                                  |                                                    |
| 19:00 UTC+2 | 19:00 UTC+2       | E. Kullberg 82′                          | (0 – 1) Rapport            | 11′ Wede                           | Umeå Publik: 87 Domare: Elin Lundgren (Skellefteå) | Umeå Publik: 87 Domare: Elin Lundgren (Skellefteå) |
| 19:00 UTC+2 | 19:00 UTC+2       |                                          |                            |                                    | Umeå Publik: 87 Domare: Elin Lundgren (Skellefteå) | Umeå Publik: 87 Domare: Elin Lundgren (Skellefteå) |
| 19:00 UTC+2 | 19:00 UTC+2       | Tiensuu Zarassi Öman S. Kullberg Kapstad | Straffsparksläggning 4 – 3 | Norberg Chikwelu Wede Berglund Alm | Umeå Publik: 87 Domare: Elin Lundgren (Skellefteå) | Umeå Publik: 87 Domare: Elin Lundgren (Skellefteå) |

| 58          | 14 september 2016 | Mariebo IK                    | 0000 2 – 1 (e.fl.) | Holmalunds IF     | Stadsparksvallen                                        |                                                         |
| 19:00 UTC+2 | 19:00 UTC+2       | Wallin 114′ F. Johansson 116′ | (0 – 0) Rapport    | 104′ S. Andersson | Jönköping Publik: 175 Domare: Elin Pettersson (Alvesta) | Jönköping Publik: 175 Domare: Elin Pettersson (Alvesta) |
| 19:00 UTC+2 | 19:00 UTC+2       |                               |                    |                   | Jönköping Publik: 175 Domare: Elin Pettersson (Alvesta) | Jönköping Publik: 175 Domare: Elin Pettersson (Alvesta) |
| 19:00 UTC+2 | 19:00 UTC+2       |                               |                    |                   | Jönköping Publik: 175 Domare: Elin Pettersson (Alvesta) | Jönköping Publik: 175 Domare: Elin Pettersson (Alvesta) |

| 59          | 27 september 2016 | Färjestadens GoIF | 0 – 4           | IFK Kalmar                                                        | Tallhöjdens IP                         |                                        |
| 19:00 UTC+2 | 19:00 UTC+2       |                   | (0 – 1) Rapport | 14′ Fredriksson 51′ L. Johansson 63′ Johansson Prakt 89′ Berggren | Kalmar Domare: Selma Alilovski (Växjö) | Kalmar Domare: Selma Alilovski (Växjö) |
| 19:00 UTC+2 | 19:00 UTC+2       |                   |                 |                                                                   | Kalmar Domare: Selma Alilovski (Växjö) | Kalmar Domare: Selma Alilovski (Växjö) |
| 19:00 UTC+2 | 19:00 UTC+2       |                   |                 |                                                                   | Kalmar Domare: Selma Alilovski (Växjö) | Kalmar Domare: Selma Alilovski (Växjö) |

| 60          | 27 september 2016 | Mossens BK | 0 – 3           | Hovås Billdal                             | Valhalla IP                                     |                                                 |
| 19:30 UTC+2 | 19:30 UTC+2       |            | (0 – 1) Rapport | 43′ Nyström 56′ Hartikainen 76′ Östervall | Göteborg Domare: Anela Hadziselimovic (Angered) | Göteborg Domare: Anela Hadziselimovic (Angered) |
| 19:30 UTC+2 | 19:30 UTC+2       |            |                 |                                           | Göteborg Domare: Anela Hadziselimovic (Angered) | Göteborg Domare: Anela Hadziselimovic (Angered) |
| 19:30 UTC+2 | 19:30 UTC+2       |            |                 |                                           | Göteborg Domare: Anela Hadziselimovic (Angered) | Göteborg Domare: Anela Hadziselimovic (Angered) |

| 61          | 27 september 2016 | IFK Norrköping        | 2 – 3           | KIF Örebro                 | Östgötaporten                                       |                                                     |
| 20:00 UTC+2 | 20:00 UTC+2       | Peth 44′ Lindgren 55′ | (1 – 0) Rapport | 73′, 90+3′ Jongh 89′ Perez | Norrköping Domare: Sofie Borck Janeheim (Stockholm) | Norrköping Domare: Sofie Borck Janeheim (Stockholm) |
| 20:00 UTC+2 | 20:00 UTC+2       |                       |                 |                            | Norrköping Domare: Sofie Borck Janeheim (Stockholm) | Norrköping Domare: Sofie Borck Janeheim (Stockholm) |
| 20:00 UTC+2 | 20:00 UTC+2       |                       |                 |                            | Norrköping Domare: Sofie Borck Janeheim (Stockholm) | Norrköping Domare: Sofie Borck Janeheim (Stockholm) |

| 62 | 28 september 2016 | Bele Barkarby FF | 0000 3 – 0 (W/O) | Västerås IK |  |  |
|    |                   |                  | Rapport          |             |  |  |
|    |                   |                  |                  |             |  |  |
|    |                   |                  |                  |             |  |  |

| 63          | 28 september 2016 | Hammenhögs IF | 0 – 2           | Kristianstads DFF      | Korsavads IP                                           |                                                        |
| 18:45 UTC+2 | 18:45 UTC+2       |               | (0 – 2) Rapport | 26′, 30′ (str.) Edgren | Simrishamn Publik: 120 Domare: Helena Ögren (Tygelsjö) | Simrishamn Publik: 120 Domare: Helena Ögren (Tygelsjö) |
| 18:45 UTC+2 | 18:45 UTC+2       |               |                 |                        | Simrishamn Publik: 120 Domare: Helena Ögren (Tygelsjö) | Simrishamn Publik: 120 Domare: Helena Ögren (Tygelsjö) |
| 18:45 UTC+2 | 18:45 UTC+2       |               |                 |                        | Simrishamn Publik: 120 Domare: Helena Ögren (Tygelsjö) | Simrishamn Publik: 120 Domare: Helena Ögren (Tygelsjö) |

| 64          | 28 september 2016 | Alviks IK       | 2 – 1           | Sunnanå SK | Liko Arena                          |                                     |
| 19:00 UTC+2 | 19:00 UTC+2       | Edlund 29′, 32′ | (2 – 0) Rapport | 58′ Burman | Luleå Domare: Eva Svärdsudd (Piteå) | Luleå Domare: Eva Svärdsudd (Piteå) |
| 19:00 UTC+2 | 19:00 UTC+2       |                 |                 |            | Luleå Domare: Eva Svärdsudd (Piteå) | Luleå Domare: Eva Svärdsudd (Piteå) |
| 19:00 UTC+2 | 19:00 UTC+2       |                 |                 |            | Luleå Domare: Eva Svärdsudd (Piteå) | Luleå Domare: Eva Svärdsudd (Piteå) |

| 65          | 28 september 2016 | Rimbo IF | 0 – 2           | AIK                       | Arkadien IP                                             |                                                         |
| 19:00 UTC+2 | 19:00 UTC+2       |          | (0 – 2) Rapport | 17′ Kullashi 36′ Wikström | Rimbo Publik: 508 Domare: Annica Torkelsson (Stockholm) | Rimbo Publik: 508 Domare: Annica Torkelsson (Stockholm) |
| 19:00 UTC+2 | 19:00 UTC+2       |          |                 |                           | Rimbo Publik: 508 Domare: Annica Torkelsson (Stockholm) | Rimbo Publik: 508 Domare: Annica Torkelsson (Stockholm) |
| 19:00 UTC+2 | 19:00 UTC+2       |          |                 |                           | Rimbo Publik: 508 Domare: Annica Torkelsson (Stockholm) | Rimbo Publik: 508 Domare: Annica Torkelsson (Stockholm) |

| 66          | 28 september 2016 | Bollstanäs SK                          | 3 – 2           | Älta IF                 | Bollstanäs IP                                               |                                                             |
| 19:00 UTC+2 | 19:00 UTC+2       | Ingebretsen 2′ Engdahl 37′ (str.), 84′ | (2 – 2) Rapport | 11′ Stigberg 15′ Pondro | Upplands Väsby Publik: 57 Domare: Camilla Friberg (Uppsala) | Upplands Väsby Publik: 57 Domare: Camilla Friberg (Uppsala) |
| 19:00 UTC+2 | 19:00 UTC+2       |                                        |                 |                         | Upplands Väsby Publik: 57 Domare: Camilla Friberg (Uppsala) | Upplands Väsby Publik: 57 Domare: Camilla Friberg (Uppsala) |
| 19:00 UTC+2 | 19:00 UTC+2       |                                        |                 |                         | Upplands Väsby Publik: 57 Domare: Camilla Friberg (Uppsala) | Upplands Väsby Publik: 57 Domare: Camilla Friberg (Uppsala) |

| 67          | 28 september 2016 | IFK Värnamo      | 2 – 9           | Växjö DFF                                                                                   | Finnvedsvallen                                      |                                                     |
| 19:00 UTC+2 | 19:00 UTC+2       | Götesson 3′, 25′ | (2 – 3) Rapport | 32′, 85′ Gabrielsson 35′, 44′, 60′ Kivumbi 48′ Jonasson 50′ Rexhi 58′ E. Nilsson 81′ Strode | Värnamo Publik: 100 Domare: Alen Catovic (Bredaryd) | Värnamo Publik: 100 Domare: Alen Catovic (Bredaryd) |
| 19:00 UTC+2 | 19:00 UTC+2       |                  |                 |                                                                                             | Värnamo Publik: 100 Domare: Alen Catovic (Bredaryd) | Värnamo Publik: 100 Domare: Alen Catovic (Bredaryd) |
| 19:00 UTC+2 | 19:00 UTC+2       |                  |                 |                                                                                             | Värnamo Publik: 100 Domare: Alen Catovic (Bredaryd) | Värnamo Publik: 100 Domare: Alen Catovic (Bredaryd) |

| 68          | 28 september 2016 | BK Höllviken | 0 – 3           | Eskilsminne DIF             | Höllvikens IP                                       |                                                     |
| 19:00 UTC+2 | 19:00 UTC+2       |              | (0 – 2) Rapport | 22′, 28′ Hansen 50′ Nikolic | Höllviken Publik: 50 Domare: Henrik Persson (Malmö) | Höllviken Publik: 50 Domare: Henrik Persson (Malmö) |
| 19:00 UTC+2 | 19:00 UTC+2       |              |                 |                             | Höllviken Publik: 50 Domare: Henrik Persson (Malmö) | Höllviken Publik: 50 Domare: Henrik Persson (Malmö) |
| 19:00 UTC+2 | 19:00 UTC+2       |              |                 |                             | Höllviken Publik: 50 Domare: Henrik Persson (Malmö) | Höllviken Publik: 50 Domare: Henrik Persson (Malmö) |

| 69          | 28 september 2016 | Dösjöbro IF | 0 – 3           | Vittsjö GIK                  | Dösjöbro IP                                            |                                                        |
| 19:00 UTC+2 | 19:00 UTC+2       |             | (0 – 3) Rapport | 2′, 45′ Mercik 12′ Markstedt | Dösjöbro Publik: 137 Domare: Åsa Olsson (Staffanstorp) | Dösjöbro Publik: 137 Domare: Åsa Olsson (Staffanstorp) |
| 19:00 UTC+2 | 19:00 UTC+2       |             |                 |                              | Dösjöbro Publik: 137 Domare: Åsa Olsson (Staffanstorp) | Dösjöbro Publik: 137 Domare: Åsa Olsson (Staffanstorp) |
| 19:00 UTC+2 | 19:00 UTC+2       |             |                 |                              | Dösjöbro Publik: 137 Domare: Åsa Olsson (Staffanstorp) | Dösjöbro Publik: 137 Domare: Åsa Olsson (Staffanstorp) |

| 70          | 28 september 2016 | FC Djursholm | 0 – 5           | IFK Nyköping                                           | Djursholms IP                                             |                                                           |
| 20:00 UTC+2 | 20:00 UTC+2       |              | (0 – 3) Rapport | 26′ Sjöberg 32′ Ahlerup 33′, 74′ Sjödahl 90+2′ Cederin | Stockholm Publik: 35 Domare: Monika Perunicic (Stockholm) | Stockholm Publik: 35 Domare: Monika Perunicic (Stockholm) |
| 20:00 UTC+2 | 20:00 UTC+2       |              |                 |                                                        | Stockholm Publik: 35 Domare: Monika Perunicic (Stockholm) | Stockholm Publik: 35 Domare: Monika Perunicic (Stockholm) |
| 20:00 UTC+2 | 20:00 UTC+2       |              |                 |                                                        | Stockholm Publik: 35 Domare: Monika Perunicic (Stockholm) | Stockholm Publik: 35 Domare: Monika Perunicic (Stockholm) |

### Omgång 3
| 71          | 11 oktober 2016 | Hovås Billdal | 0 – 4           | Kopparbergs/Göteborg                         | Vallhalla IP                                          |                                                       |
| 19:00 UTC+2 | 19:00 UTC+2     |               | (0 – 2) Rapport | 7′ (str.), 88′ Rubensson 16′, 76′ Hammarlund | Göteborg Publik: 432 Domare: Elsa Nylander (Göteborg) | Göteborg Publik: 432 Domare: Elsa Nylander (Göteborg) |
| 19:00 UTC+2 | 19:00 UTC+2     |               |                 |                                              | Göteborg Publik: 432 Domare: Elsa Nylander (Göteborg) | Göteborg Publik: 432 Domare: Elsa Nylander (Göteborg) |
| 19:00 UTC+2 | 19:00 UTC+2     |               |                 |                                              | Göteborg Publik: 432 Domare: Elsa Nylander (Göteborg) | Göteborg Publik: 432 Domare: Elsa Nylander (Göteborg) |

| 72          | 12 oktober 2016 | IFK Nyköping | 0 – 7           | Linköpings FC                                                          | Rosvalla IP                                                |                                                            |
| 19:00 UTC+2 | 19:00 UTC+2     |              | (0 – 5) Rapport | 11′, 32′, 36′ Blackstenius 31′, 42′ Rolfö 69′ Minde 86′ (str.) Slegers | Nyköping Publik: 300 Domare: Emelie Elfstrand (Södertälje) | Nyköping Publik: 300 Domare: Emelie Elfstrand (Södertälje) |
| 19:00 UTC+2 | 19:00 UTC+2     |              |                 |                                                                        | Nyköping Publik: 300 Domare: Emelie Elfstrand (Södertälje) | Nyköping Publik: 300 Domare: Emelie Elfstrand (Södertälje) |
| 19:00 UTC+2 | 19:00 UTC+2     |              |                 |                                                                        | Nyköping Publik: 300 Domare: Emelie Elfstrand (Södertälje) | Nyköping Publik: 300 Domare: Emelie Elfstrand (Södertälje) |

| 73          | 12 oktober 2016 | Eskilsminne DIF | 1 – 9           | Vittsjö GIK                                                                        | Harlyckans IP                                   |                                                 |
| 19:00 UTC+2 | 19:00 UTC+2     | Kurbogaj 25′    | (1 – 4) Rapport | 18′, 36′, 89′ Ezurike 24′, 59′ Okobi 43′ Hed 54′, 71′ Adolfsson 77′ Joh. Andersson | Helsingborg Domare: Johan Nilsson (Helsingborg) | Helsingborg Domare: Johan Nilsson (Helsingborg) |
| 19:00 UTC+2 | 19:00 UTC+2     |                 |                 |                                                                                    | Helsingborg Domare: Johan Nilsson (Helsingborg) | Helsingborg Domare: Johan Nilsson (Helsingborg) |
| 19:00 UTC+2 | 19:00 UTC+2     |                 |                 |                                                                                    | Helsingborg Domare: Johan Nilsson (Helsingborg) | Helsingborg Domare: Johan Nilsson (Helsingborg) |

| 74          | 18 oktober 2016 | IK Gauthiod  | 1 – 8           | Mallbackens IF                                                   | Lunnevi                                                 |                                                         |
| 19:00 UTC+2 | 19:00 UTC+2     | S. Olsson 4′ | (1 – 4) Rapport | 2′, 28′, 62′ Janogy 25′ (sjm.) 39′, 74′ Göransson 50′, 83′ Nyman | Grästorp Publik: 150 Domare: Ida Fredriksson (Göteborg) | Grästorp Publik: 150 Domare: Ida Fredriksson (Göteborg) |
| 19:00 UTC+2 | 19:00 UTC+2     |              |                 |                                                                  | Grästorp Publik: 150 Domare: Ida Fredriksson (Göteborg) | Grästorp Publik: 150 Domare: Ida Fredriksson (Göteborg) |
| 19:00 UTC+2 | 19:00 UTC+2     |              |                 |                                                                  | Grästorp Publik: 150 Domare: Ida Fredriksson (Göteborg) | Grästorp Publik: 150 Domare: Ida Fredriksson (Göteborg) |

| 75          | 20 oktober 2016 | Alviks IK | 0 – 9           | Piteå IF                                                                         | Liko Arena                                     |                                                |
| 19:00 UTC+2 | 19:00 UTC+2     |           | (0 – 6) Rapport | 5′, 22′ Ikidi 12′, 17′, 69′ Norlin 34′ F. Karlsson 44′, 85′ Bragnum 67′ Pedersen | Luleå Publik: 56 Domare: Eva Svärdsudd (Piteå) | Luleå Publik: 56 Domare: Eva Svärdsudd (Piteå) |
| 19:00 UTC+2 | 19:00 UTC+2     |           |                 |                                                                                  | Luleå Publik: 56 Domare: Eva Svärdsudd (Piteå) | Luleå Publik: 56 Domare: Eva Svärdsudd (Piteå) |
| 19:00 UTC+2 | 19:00 UTC+2     |           |                 |                                                                                  | Luleå Publik: 56 Domare: Eva Svärdsudd (Piteå) | Luleå Publik: 56 Domare: Eva Svärdsudd (Piteå) |

| 76          | 20 oktober 2016 | Team TG | 0 – 1           | Östersunds DFF | Umeå Energi Arena                              |                                                |
| 19:00 UTC+2 | 19:00 UTC+2     |         | (0 – 0) Rapport | 74′ Röstlund   | Umeå Publik: 43 Domare: Pontus Olofsson (Umeå) | Umeå Publik: 43 Domare: Pontus Olofsson (Umeå) |
| 19:00 UTC+2 | 19:00 UTC+2     |         |                 |                | Umeå Publik: 43 Domare: Pontus Olofsson (Umeå) | Umeå Publik: 43 Domare: Pontus Olofsson (Umeå) |
| 19:00 UTC+2 | 19:00 UTC+2     |         |                 |                | Umeå Publik: 43 Domare: Pontus Olofsson (Umeå) | Umeå Publik: 43 Domare: Pontus Olofsson (Umeå) |

| 77          | 22 oktober 2016 | Bele Barkarby FF | 0 – 3           | Kvarnsvedens IK                  | Strömvallen                                              |                                                          |
| 14:00 UTC+2 | 14:00 UTC+2     |                  | (0 – 2) Rapport | 10′ Chawinga 45′, 55′ Hermansson | Stockholm Publik: 102 Domare: Amelie Bergstrand (Älvsjö) | Stockholm Publik: 102 Domare: Amelie Bergstrand (Älvsjö) |
| 14:00 UTC+2 | 14:00 UTC+2     |                  |                 |                                  | Stockholm Publik: 102 Domare: Amelie Bergstrand (Älvsjö) | Stockholm Publik: 102 Domare: Amelie Bergstrand (Älvsjö) |
| 14:00 UTC+2 | 14:00 UTC+2     |                  |                 |                                  | Stockholm Publik: 102 Domare: Amelie Bergstrand (Älvsjö) | Stockholm Publik: 102 Domare: Amelie Bergstrand (Älvsjö) |

| 78          | 22 oktober 2016 | Mariebo IK  | 1 – 3           | Växjö DFF                         | Stadsparksvallen                                       |                                                        |
| 14:00 UTC+2 | 14:00 UTC+2     | Hagbyhn 41′ | (1 – 0) Rapport | 59′ Kivumbi 83′ Hansson 85′ Rexhi | Jönköping Publik: 100 Domare: Mihael Mihaj (Jönköping) | Jönköping Publik: 100 Domare: Mihael Mihaj (Jönköping) |
| 14:00 UTC+2 | 14:00 UTC+2     |             |                 |                                   | Jönköping Publik: 100 Domare: Mihael Mihaj (Jönköping) | Jönköping Publik: 100 Domare: Mihael Mihaj (Jönköping) |
| 14:00 UTC+2 | 14:00 UTC+2     |             |                 |                                   | Jönköping Publik: 100 Domare: Mihael Mihaj (Jönköping) | Jönköping Publik: 100 Domare: Mihael Mihaj (Jönköping) |

| 79          | 23 oktober 2016 | Gamla Upsala SK                        | 4 – 1           | Sundsvalls DFF      | Lötens IP                                               |                                                         |
| 14:30 UTC+2 | 14:30 UTC+2     | Kajgård 21′, 40′ Högberg 35′ Lundh 82′ | (3 – 0) Rapport | 58′ (str.) Björholm | Uppsala Publik: 81 Domare: Monika Perunicic (Stockholm) | Uppsala Publik: 81 Domare: Monika Perunicic (Stockholm) |
| 14:30 UTC+2 | 14:30 UTC+2     |                                        |                 |                     | Uppsala Publik: 81 Domare: Monika Perunicic (Stockholm) | Uppsala Publik: 81 Domare: Monika Perunicic (Stockholm) |
| 14:30 UTC+2 | 14:30 UTC+2     |                                        |                 |                     | Uppsala Publik: 81 Domare: Monika Perunicic (Stockholm) | Uppsala Publik: 81 Domare: Monika Perunicic (Stockholm) |

| 80          | 25 oktober 2016 | AIK          | 1 – 6           | Eskilstuna United                                      | Skytteholms IP                                          |                                                         |
| 19:00 UTC+2 | 19:00 UTC+2     | Kullashi 71′ | (0 – 1) Rapport | 2′, 52′ Svensson 67′ Linnakallio 68′, 82′, 83′ Banusic | Stockholm Publik: 76 Domare: Cecilia Ekwall (Stockholm) | Stockholm Publik: 76 Domare: Cecilia Ekwall (Stockholm) |
| 19:00 UTC+2 | 19:00 UTC+2     |              |                 |                                                        | Stockholm Publik: 76 Domare: Cecilia Ekwall (Stockholm) | Stockholm Publik: 76 Domare: Cecilia Ekwall (Stockholm) |
| 19:00 UTC+2 | 19:00 UTC+2     |              |                 |                                                        | Stockholm Publik: 76 Domare: Cecilia Ekwall (Stockholm) | Stockholm Publik: 76 Domare: Cecilia Ekwall (Stockholm) |

| 81          | 25 oktober 2016 | Bollstanäs SK                 | 2 – 1           | IK Sirius | Bollstanäs IP                                     |                                                   |
| 19:00 UTC+2 | 19:00 UTC+2     | Viklander 35′ Ingebretsen 54′ | (1 – 0) Rapport | 85′ Back  | Upplands Väsby Domare: Jessica Wiman (Kungsängen) | Upplands Väsby Domare: Jessica Wiman (Kungsängen) |
| 19:00 UTC+2 | 19:00 UTC+2     |                               |                 |           | Upplands Väsby Domare: Jessica Wiman (Kungsängen) | Upplands Väsby Domare: Jessica Wiman (Kungsängen) |
| 19:00 UTC+2 | 19:00 UTC+2     |                               |                 |           | Upplands Väsby Domare: Jessica Wiman (Kungsängen) | Upplands Väsby Domare: Jessica Wiman (Kungsängen) |

| 82          | 25 oktober 2016 | IFK Kalmar      | 1 – 3           | Kristianstads DFF                       | Gasten IP                                      |                                                |
| 19:00 UTC+2 | 19:00 UTC+2     | Fredriksson 56′ | (0 – 1) Rapport | 45′ N. Karlsson 52′ Edgren 77′ Ivarsson | Kalmar Domare: Mohammad Khalil Salame (Kalmar) | Kalmar Domare: Mohammad Khalil Salame (Kalmar) |
| 19:00 UTC+2 | 19:00 UTC+2     |                 |                 |                                         | Kalmar Domare: Mohammad Khalil Salame (Kalmar) | Kalmar Domare: Mohammad Khalil Salame (Kalmar) |
| 19:00 UTC+2 | 19:00 UTC+2     |                 |                 |                                         | Kalmar Domare: Mohammad Khalil Salame (Kalmar) | Kalmar Domare: Mohammad Khalil Salame (Kalmar) |

| 83          | 25 oktober 2016 | Jitex BK           | 2 – 5           | Kungsbacka DFF                                    | Åbyvallen                                               |                                                         |
| 19:00 UTC+2 | 19:00 UTC+2     | Folkesson 47′, 61′ | (0 – 2) Rapport | 2′ Wahlberg 42′ Asperot 55′ Pettersson 66′ Kapocs | Mölndal Publik: 35 Domare: Maral Mirzai Beni (Göteborg) | Mölndal Publik: 35 Domare: Maral Mirzai Beni (Göteborg) |
| 19:00 UTC+2 | 19:00 UTC+2     |                    |                 |                                                   | Mölndal Publik: 35 Domare: Maral Mirzai Beni (Göteborg) | Mölndal Publik: 35 Domare: Maral Mirzai Beni (Göteborg) |
| 19:00 UTC+2 | 19:00 UTC+2     |                    |                 |                                                   | Mölndal Publik: 35 Domare: Maral Mirzai Beni (Göteborg) | Mölndal Publik: 35 Domare: Maral Mirzai Beni (Göteborg) |

| 84          | 26 oktober 2016 | IF Brommapojkarna | 0 – 6           | Djurgårdens IF                                                | Grimsta IP                                                  |                                                             |
| 19:00 UTC+2 | 19:00 UTC+2     |                   | (0 – 4) Rapport | 6′ Wörner 9′, 45′ Höglund 37′ Jalkerud 63′ Stegius 72′ Ekroth | Stockholm Publik: 150 Domare: Annica Torkelsson (Stockholm) | Stockholm Publik: 150 Domare: Annica Torkelsson (Stockholm) |
| 19:00 UTC+2 | 19:00 UTC+2     |                   |                 |                                                               | Stockholm Publik: 150 Domare: Annica Torkelsson (Stockholm) | Stockholm Publik: 150 Domare: Annica Torkelsson (Stockholm) |
| 19:00 UTC+2 | 19:00 UTC+2     |                   |                 |                                                               | Stockholm Publik: 150 Domare: Annica Torkelsson (Stockholm) | Stockholm Publik: 150 Domare: Annica Torkelsson (Stockholm) |

| 85          | 26 oktober 2016 | Lidköpings FK | 0000 1 – 2 (e.fl.) | KIF Örebro                  | Dinaplanen                                         |                                                    |
| 19:00 UTC+2 | 19:00 UTC+2     | Lagerbratt 2′ | (1 – 0) Rapport    | 88′ Spetsmark 104′ Chukwudi | Lidköping Domare: Sofie Borck Janeheim (Stockholm) | Lidköping Domare: Sofie Borck Janeheim (Stockholm) |
| 19:00 UTC+2 | 19:00 UTC+2     |               |                    |                             | Lidköping Domare: Sofie Borck Janeheim (Stockholm) | Lidköping Domare: Sofie Borck Janeheim (Stockholm) |
| 19:00 UTC+2 | 19:00 UTC+2     |               |                    |                             | Lidköping Domare: Sofie Borck Janeheim (Stockholm) | Lidköping Domare: Sofie Borck Janeheim (Stockholm) |

| 86          | 13 november 2016 | Limhamn Bunkeflo | 0 – 1           | FC Rosengård | Limhamns IP (grusplan)                            |                                                   |
| 14:00 UTC+1 | 14:00 UTC+1      |                  | (0 – 0) Rapport | 79′ Masar    | Malmö Publik: 205 Domare: Helena Ögren (Tygelsjö) | Malmö Publik: 205 Domare: Helena Ögren (Tygelsjö) |
| 14:00 UTC+1 | 14:00 UTC+1      |                  |                 |              | Malmö Publik: 205 Domare: Helena Ögren (Tygelsjö) | Malmö Publik: 205 Domare: Helena Ögren (Tygelsjö) |
| 14:00 UTC+1 | 14:00 UTC+1      |                  |                 |              | Malmö Publik: 205 Domare: Helena Ögren (Tygelsjö) | Malmö Publik: 205 Domare: Helena Ögren (Tygelsjö) |

### Omgång 4
| 87          | 16 februari 2017 | Växjö DFF | 0 – 4           | Linköpings FC                                                                | Växjö Tipshall                                    |                                                   |
| 19:00 UTC+1 | 19:00 UTC+1      |           | (0 – 0) Rapport | 47′ Marija Banusic 56′ Lina Hurtig 75′ Magdalena Eriksson 90′ Kristine Minde | Växjö Publik: 386 Domare: Helena Ögren (Tygelsjö) | Växjö Publik: 386 Domare: Helena Ögren (Tygelsjö) |
| 19:00 UTC+1 | 19:00 UTC+1      |           |                 |                                                                              | Växjö Publik: 386 Domare: Helena Ögren (Tygelsjö) | Växjö Publik: 386 Domare: Helena Ögren (Tygelsjö) |
| 19:00 UTC+1 | 19:00 UTC+1      |           |                 |                                                                              | Växjö Publik: 386 Domare: Helena Ögren (Tygelsjö) | Växjö Publik: 386 Domare: Helena Ögren (Tygelsjö) |

| 88          | 18 februari 2017 | Gamla Upsala SK | 0 – 4           | KIF Örebro                                                  | Lötens IP                                                 |                                                           |
| 14:00 UTC+1 | 14:00 UTC+1      |                 | (0 – 0) Rapport | 53′ Fanny Andersson 58′ Lisa Dahlkvist 72′, 87′ Emma Lindén | Uppsala Publik: 200 Domare: Annica Torkelsson (Stockholm) | Uppsala Publik: 200 Domare: Annica Torkelsson (Stockholm) |
| 14:00 UTC+1 | 14:00 UTC+1      |                 |                 |                                                             | Uppsala Publik: 200 Domare: Annica Torkelsson (Stockholm) | Uppsala Publik: 200 Domare: Annica Torkelsson (Stockholm) |
| 14:00 UTC+1 | 14:00 UTC+1      |                 |                 |                                                             | Uppsala Publik: 200 Domare: Annica Torkelsson (Stockholm) | Uppsala Publik: 200 Domare: Annica Torkelsson (Stockholm) |

| 89          | 18 februari 2017 | Kungsbacka DFF | 0 – 3           | Kristianstads DFF                                      | Tingbergsvallen                                           |                                                           |
| 14:00 UTC+1 | 14:00 UTC+1      |                | (0 – 2) Rapport | 41′ Tine Schryvers 42′ Amanda Edgren 68′ Alice Nilsson | Kungsbacka Publik: 103 Domare: Linuz Söderberg (Halmstad) | Kungsbacka Publik: 103 Domare: Linuz Söderberg (Halmstad) |
| 14:00 UTC+1 | 14:00 UTC+1      |                |                 |                                                        | Kungsbacka Publik: 103 Domare: Linuz Söderberg (Halmstad) | Kungsbacka Publik: 103 Domare: Linuz Söderberg (Halmstad) |
| 14:00 UTC+1 | 14:00 UTC+1      |                |                 |                                                        | Kungsbacka Publik: 103 Domare: Linuz Söderberg (Halmstad) | Kungsbacka Publik: 103 Domare: Linuz Söderberg (Halmstad) |

| 90          | 18 februari 2017 | Mallbackens IF                     | 2 – 1           | Vittsjö GIK       | Karlstad Airdome                          |                                           |
| 14:15 UTC+1 | 14:15 UTC+1      | Nkemjika Ezurike 1′ Elin Nyman 67′ | (1 – 0) Rapport | 69′ Rachel Mercik | Karlstad Domare: Lovisa Johansson (Grums) | Karlstad Domare: Lovisa Johansson (Grums) |
| 14:15 UTC+1 | 14:15 UTC+1      |                                    |                 |                   | Karlstad Domare: Lovisa Johansson (Grums) | Karlstad Domare: Lovisa Johansson (Grums) |
| 14:15 UTC+1 | 14:15 UTC+1      |                                    |                 |                   | Karlstad Domare: Lovisa Johansson (Grums) | Karlstad Domare: Lovisa Johansson (Grums) |

| 91          | 18 februari 2017 | FC Rosengård                                                     | 5 – 0           | Kopparbergs/Göteborg | Malmö IP                                        |                                                 |
| 15:00 UTC+1 | 15:00 UTC+1      | Lotta Schelin 12′, 45′ Ella Masar 17′, 33′ Sanne Troelsgaard 67′ | (4 – 0) Rapport |                      | Malmö Publik: 410 Domare: Tess Olofsson (Malmö) | Malmö Publik: 410 Domare: Tess Olofsson (Malmö) |
| 15:00 UTC+1 | 15:00 UTC+1      |                                                                  |                 |                      | Malmö Publik: 410 Domare: Tess Olofsson (Malmö) | Malmö Publik: 410 Domare: Tess Olofsson (Malmö) |
| 15:00 UTC+1 | 15:00 UTC+1      |                                                                  |                 |                      | Malmö Publik: 410 Domare: Tess Olofsson (Malmö) | Malmö Publik: 410 Domare: Tess Olofsson (Malmö) |

| 92          | 19 februari 2017 | Östersunds DFF | 0 – 5           | Kvarnsvedens IK                                                             | Jämtkraft Arena                              |                                              |
| 14:00 UTC+1 | 14:00 UTC+1      |                | (0 – 2) Rapport | 29′, 88′ Armisa Kuc 39′ Elizabeth Addo 75′ Julia Roddar 83′ Denise Sundberg | Östersund Domare: Jennifer Laurin (Enköping) | Östersund Domare: Jennifer Laurin (Enköping) |
| 14:00 UTC+1 | 14:00 UTC+1      |                |                 |                                                                             | Östersund Domare: Jennifer Laurin (Enköping) | Östersund Domare: Jennifer Laurin (Enköping) |
| 14:00 UTC+1 | 14:00 UTC+1      |                |                 |                                                                             | Östersund Domare: Jennifer Laurin (Enköping) | Östersund Domare: Jennifer Laurin (Enköping) |

| 93          | 19 februari 2017 | Bollstanäs SK       | 01 – 12         | Djurgårdens IF | Bollstanäs IP                                                 |                                                               |
| 14:00 UTC+1 | 14:00 UTC+1      | Wilma Engstrand 79′ | (0 – 5) Rapport | 4′ Annika Kukkonen 11′, 76′, 83′, 90′ Madeleine Stegius 17′ Johanna Rytting Kaneryd 19′, 54′, 69′ Katrin Schmidt 24′, 55′ Mia Jalkerud 81′ Alexandra Höglund | Upplands Väsby Publik: 72 Domare: Malin Johansson (Stockholm) | Upplands Väsby Publik: 72 Domare: Malin Johansson (Stockholm) |
| 14:00 UTC+1 | 14:00 UTC+1      |                     |                 | | Upplands Väsby Publik: 72 Domare: Malin Johansson (Stockholm) | Upplands Väsby Publik: 72 Domare: Malin Johansson (Stockholm) |
| 14:00 UTC+1 | 14:00 UTC+1      |                     |                 | | Upplands Väsby Publik: 72 Domare: Malin Johansson (Stockholm) | Upplands Väsby Publik: 72 Domare: Malin Johansson (Stockholm) |

| 94          | 19 februari 2017 | Piteå IF                                                                | 0000 1 – 1 (e.fl.)         | Eskilstuna United                                                                  | Arcushallen                      |                                  |
| 16:00 UTC+1 | 16:00 UTC+1      | Julia Karlenäs 90+2′                                                    | (0 – 1) Rapport            | 44′ Olivia Schough                                                                 | Piteå Domare: Laura Rapp (Årsta) | Piteå Domare: Laura Rapp (Årsta) |
| 16:00 UTC+1 | 16:00 UTC+1      |                                                                         |                            |                                                                                    | Piteå Domare: Laura Rapp (Årsta) | Piteå Domare: Laura Rapp (Årsta) |
| 16:00 UTC+1 | 16:00 UTC+1      | Nina Jakobsson Ellen Löfqvist Lena Blomkvist Lotta Ökvist June Pedersen | Straffsparksläggning 3 – 2 | Fiona Brown Olivia Schough Mimmi Larsson Glodis Perla Viggosdottir Petra Andersson | Piteå Domare: Laura Rapp (Årsta) | Piteå Domare: Laura Rapp (Årsta) |

## Slutspel

### Kvartsfinal
| 95          | 18 mars 2017 | Kvarnsvedens IK    | 00001 – 1 (e.fl.)          | Kristianstads DFF                                                                                            | Ljungbergsplanen                                |                                                 |
| 14:00 UTC+1 | 14:00 UTC+1  | Tabita Chawinga 5′ | (1 – 1) Rapport            | 44′ Rita Chikwelu                                                                                            | Borlänge Publik: 152 Domare: Laura Rapp (Årsta) | Borlänge Publik: 152 Domare: Laura Rapp (Årsta) |
| 14:00 UTC+1 | 14:00 UTC+1  |                    |                            | | Borlänge Publik: 152 Domare: Laura Rapp (Årsta) | Borlänge Publik: 152 Domare: Laura Rapp (Årsta) |
| 14:00 UTC+1 | 14:00 UTC+1  |                    | Straffsparksläggning 6 – 5 | Sif Atladottir Rita Chikwelu Brett Elizabeth Maron Amanda Edgren Mia Carlsson Therese Ivarsson Alice Nilsson | Borlänge Publik: 152 Domare: Laura Rapp (Årsta) | Borlänge Publik: 152 Domare: Laura Rapp (Årsta) |

| 96          | 18 mars 2017 | Mallbackens IF | 0 – 2           | Djurgårdens IF                            | Fryxellska skolan                         |                                           |
| 14:00 UTC+1 | 14:00 UTC+1  |                | (0 – 1) Rapport | 18′ Petronella Ekroth 67′ Annika Kukkonen | Mallbacken Domare: Ulrica Löv (Linköping) | Mallbacken Domare: Ulrica Löv (Linköping) |
| 14:00 UTC+1 | 14:00 UTC+1  |                |                 |                                           | Mallbacken Domare: Ulrica Löv (Linköping) | Mallbacken Domare: Ulrica Löv (Linköping) |
| 14:00 UTC+1 | 14:00 UTC+1  |                |                 |                                           | Mallbacken Domare: Ulrica Löv (Linköping) | Mallbacken Domare: Ulrica Löv (Linköping) |

| 97          | 18 mars 2017 | Piteå IF | 0 – 1           | FC Rosengård         | LF Arena                                              |                                                       |
| 15:00 UTC+1 | 15:00 UTC+1  |          | (0 – 0) Rapport | 76′ Amanda Illestedt | Piteå Publik: 618 Domare: Malin Johansson (Stockholm) | Piteå Publik: 618 Domare: Malin Johansson (Stockholm) |
| 15:00 UTC+1 | 15:00 UTC+1  |          |                 |                      | Piteå Publik: 618 Domare: Malin Johansson (Stockholm) | Piteå Publik: 618 Domare: Malin Johansson (Stockholm) |
| 15:00 UTC+1 | 15:00 UTC+1  |          |                 |                      | Piteå Publik: 618 Domare: Malin Johansson (Stockholm) | Piteå Publik: 618 Domare: Malin Johansson (Stockholm) |

| 98    | 1 juli 2008 | Linköpings FC                           | 3 – 0           | KIF Örebro | Linköping Arena                                              |                                                              |
| UTC+2 | UTC+2       | Lina Hurtig 47′, 85′ Marija Banusic 52′ | (0 – 0) Rapport |            | Linköping Publik: 500 Domare: Pernilla Larsson (Trollhättan) | Linköping Publik: 500 Domare: Pernilla Larsson (Trollhättan) |
| UTC+2 | UTC+2       |                                         |                 |            | Linköping Publik: 500 Domare: Pernilla Larsson (Trollhättan) | Linköping Publik: 500 Domare: Pernilla Larsson (Trollhättan) |
| UTC+2 | UTC+2       |                                         |                 |            | Linköping Publik: 500 Domare: Pernilla Larsson (Trollhättan) | Linköping Publik: 500 Domare: Pernilla Larsson (Trollhättan) |

### Semifinal
| 99          | 28 maj 2017 | Djurgårdens IF | 0 – 2           | Linköpings FC                             | Stockholms stadion                               |                                                  |
| 16:00 UTC+2 | 16:00 UTC+2 |                | (0 – 1) Rapport | 34′ Marija Banusic 54′ Magdalena Eriksson | Stockholm Domare: Pernilla Larsson (Trollhättan) | Stockholm Domare: Pernilla Larsson (Trollhättan) |
| 16:00 UTC+2 | 16:00 UTC+2 |                |                 |                                           | Stockholm Domare: Pernilla Larsson (Trollhättan) | Stockholm Domare: Pernilla Larsson (Trollhättan) |
| 16:00 UTC+2 | 16:00 UTC+2 |                |                 |                                           | Stockholm Domare: Pernilla Larsson (Trollhättan) | Stockholm Domare: Pernilla Larsson (Trollhättan) |

| 100         | 28 maj 2017 | FC Rosengård                                                                              | 6 – 0           | Kvarnsvedens IK | Malmö IP                              |                                       |
| 16:00 UTC+2 | 16:00 UTC+2 | 33′ (sjm.) Anja Mittag 46′ Ella Masar 48′ Lotta Schelin 66′ Lieke Martens 88′ (str.), 90′ | (1 – 0) Rapport |                 | Malmö Domare: Sara Persson (Rävlanda) | Malmö Domare: Sara Persson (Rävlanda) |
| 16:00 UTC+2 | 16:00 UTC+2 |                                                                                           |                 |                 | Malmö Domare: Sara Persson (Rävlanda) | Malmö Domare: Sara Persson (Rävlanda) |
| 16:00 UTC+2 | 16:00 UTC+2 |                                                                                           |                 |                 | Malmö Domare: Sara Persson (Rävlanda) | Malmö Domare: Sara Persson (Rävlanda) |

### Final
| 101         | 27 augusti 2017 | Linköpings FC | 0 – 1           | FC Rosengård          | Linköping Arena                                             |                                                             |
| 17:45 UTC+2 | 17:45 UTC+2     |               | (0 – 0) Rapport | 60′ Sanne Troelsgaard | Linköping Publik: 1 860 Domare: Malin Johansson (Stockholm) | Linköping Publik: 1 860 Domare: Malin Johansson (Stockholm) |
| 17:45 UTC+2 | 17:45 UTC+2     |               |                 |                       | Linköping Publik: 1 860 Domare: Malin Johansson (Stockholm) | Linköping Publik: 1 860 Domare: Malin Johansson (Stockholm) |
| 17:45 UTC+2 | 17:45 UTC+2     |               |                 |                       | Linköping Publik: 1 860 Domare: Malin Johansson (Stockholm) | Linköping Publik: 1 860 Domare: Malin Johansson (Stockholm) |

## Anmärkningslista
1. ↑  Publiksnittet uträknat på 28 matcher.
2. ↑  Publiksnittet uträknat på 21 matcher.
3. ↑  Publiksnittet uträknat på 11 matcher.

### Fotnoter
1. ↑  ”Damernas cup görs om”. SVT. 25 november 2016. http://www.svt.se/sport/fotboll/damernas-cup-gors-om/. Läst 22 december 2016.